# Трипітака Кореана
35°48′ пн. ш. 128°06′ сх. д. / 35.8° пн. ш. 128.1° сх. д.
Пхальман теджангьон («Корейська Триптака»,англ. «Tripitaka Koreana») — корейська збірка буддійських текстів (Тріпітака), нанесених в середині XIII століття на 81 340 дерев'яних табличок. Зберігається у храмі Хеїнса в провінції Кенсан-Намдо (Південна Корея).
У XI столітті корпус буддійських текстів, нині відомий як Китайська Трипітака (збори як махаянських сутр і шастрів, так і тих, що належать до інших традицій, насамперед Тхеравади, а також шастр, написаних у ранньому середньовіччі китайськими буддистами) була видана в державі Корьо (Корея).
Один із найдавніших і найбільш об'ємних склепінь буддійських канонів, записаних за допомогою китайських ієрогліфів. Містить 52382960 ієрогліфів і 6568 томів. Кожна дерев'яна табличка має 70 сантиметрів завширшки і 24 сантиметри завдовжки, товщина варіюється від 2,6 до 4 сантиметрів. Вага однієї таблички — від трьох до чотирьох кілограмів.
Корейська Тріпітака сьогодні перебуває у списку національних скарбів Кореї під номером 32, а храм Хеїнса був включений до списку Світової спадщини ЮНЕСКО під номером 737. Історична цінність Трипітаки полягає в тому, що вона являє собою найповніше в Кореї зібрання буддійських текстів.

## Історія
Створення Корейської Трипітаки почалося в 1011 році, коли корейська держава Корьо була в стані війни з киданською імперією Ляо. Завершилося її створення 1087 року. Вирізання дерев'яних табличок розглядалося як сакральна дія, що закликає допомогу Будди у боротьбі з киданями.
Перший набір табличок було втрачено під час монгольських навал на Корею в 1232 році, коли столиця Коре на три десятиліття була перенесена на острів Канхвадо, проте фрагменти першого видання збереглися досі. Ван Коджон наказав відновити Трипітаку. Створення нової збірки 16 років — з 1236 по 1251 роки. Друге видання існує й досі. У 1398 році воно було перенесено до храму Хеїнса, де зберігається зараз у чотирьох відведених для цього будинках.

## Опис
Кожен блок виготовлений з березового дерева з південних островів Кореї, яке було попередньо оброблено для захисту від старіння. Кожна дошка вимочувалась у морській воді протягом трьох років, після чого розрізалася на окремі таблички та виварювалася у солоній воді. Потім таблички поміщалися в тінь так, щоб їх обдмухував вітер — ця стадія тривала ще три роки, після чого таблички були готові. Після вирізування напису кожен блок покривався захисним лаком і обрамлявся у металеву рамку.
Кожна табличка містить 23 стовпці тексту по 14 ієрогліфів у кожному стовпці. Таким чином, на кожній табличці знаходиться 644 ієрогліфи. Майстерність каліграфії та однаковість виконання текстів раніше наштовхували дослідників на думку, що вся збірка була зроблена однією людиною, проте зараз вважається, що над Трипітакою працювала команда з трьох десятків людей.